# Barunius pacificus
Barunius pacificus es una especie de coleóptero de la familia Monotomidae.

## Distribución geográfica
Habita en Nueva Bretaña (Papúa Nueva Guinea).